# Гавайские каникулы
«Исто́рия игру́шек: Гавайские каникулы» (англ. Toy Story Toons: Hawaiian Vacation) — американский короткометражный компьютерный мультфильм 2011 года.

## Сюжет
Наступили зимние каникулы, и Бонни должна улететь на Гавайи. Её игрушки строят собственные планы проведения этого отпуска, однако они нарушаются неожиданным появлением Кена и Барби из рюкзака Бонни. Кен рассчитывал, что девочка возьмёт рюкзак с собой, на Гавайи, и они смогут провести там незабываемый отпуск, который он планировал целых два месяца. Кен страшно расстроен, а Барби тихонько поясняет друзьям, что самым последним пунктом его плана был их первый поцелуй в романтической обстановке. Вуди, Джесси и Базз, при поддержке остальных игрушек, немедленно решают помочь влюблённым осуществить их мечту. Они последовательно выполняют все пункты рекламной брошюры, что сопровождается постоянными курьёзами. Одним из последних пунктов программы является ужин «с живой музыкой» и огненным шоу, исполнение которого поручено Баззу, переключенному для этого на испанский язык. Судя по тому, что ему удаётся держать себя в руках, и не кидаться к Джесси с признаниями в любви, он при этом находится в своём обычном режиме, а не в демоверсии. Красивая фраза, которую Базз произносит на испанском, вызывает у миссис Картофелины томный вздох, сопровождаемый словами «Испанский не язык, а музыка любви!», хотя на самом деле он сообщает, что в процессе подготовки «пляжа» из наполнителя для кошачьего туалета они выкинули оттуда все экскременты. Возможно, этот момент является отсылкой к «Маппет-шоу» (серия «Французский — язык любви» с участием Шарля Азнавура), в которой мисс Пигги бурно восторгается столь же малоромантичной фразой. В результате совместных усилий друзей, первый поцелуй всё-таки состоялся, однако совсем не так, как планировалось.